# Evermannichthys metzelaari
Evermannichthys metzelaari är en fiskart som beskrevs av Carl Leavitt Hubbs 1923. Evermannichthys metzelaari ingår i släktet Evermannichthys och familjen smörbultsfiskar. Inga underarter finns listade i Catalogue of Life.